# Тимозин α1
Тимальфазин (тимозин α1) – ацетилированный полипептид, цепь которого состоит из 28 аминокислот. В обычных условиях его концентрация в крови составляет приблизительно 1 нг/мл.
Изначально тимальфазин был выделен из бычьей тимусной ткани, а затем стал вопроизводиться синтетическим путём.

## Функция
Считается, что тимозин α1 является основным компонентом фракции 5 тимозина, ответственным за активность этого препарата в восстановлении иммунной функции у животных, лишенных вилочковых желез. Было обнаружено, что он усиливает клеточный иммунитет у людей, а также у экспериментальных животных. 
В результате исследований было установлено, что он не только эффективно влияет на иммунную систему, но и оказывает прямое действие на инфицированные вирусом клетки, что дает основание говорить о его «двойном» механизме – как иммуномодулирующем, так и прямом противовирусном.
Возможным механизмом биологического действия тимозин α1 является модуляция активности MAPK/SAPK и JAK/STAT-сигнальных путей.

## Терапевтическое применение
Тимальфазин включен в перечень иммуномодулирующих препаратов для лечения хронического вируса гепатита. Тимальфазин показал свою эффективность  в лечении пациентов с хронической инфекцией вирусом гепатита C – не отвечающих на терапию комбинацией интерферона и рибавирина.
Препарат также применяется в иммунной противораковой терапии, в частности в лечении гепатоцеллюлярной карциномы.
Как лекарственный препарат тимальфазин выпускается под названием Задаксин® и представляет собой очищенный стерильный лиофилизат, по свойствам аналогичный человеческому тимозину α1.